# 화명대로
화명대로는 부산광역시 북구 화명동 화명 나들목과 산성터널을 잇는 부산광역시의 도로이다. 본래 대동화명대교가 '화명대교'라는 이름으로 건설되고 있었기 때문에 이 다리의 이름을 따서 화명대로가 되었다고 고시에 되어 있으나, 실제로는 이름에 맞게 화명동 일대만 경유하는 것이 특징이다. 서쪽 시점은 대동화명대교인 서낙동로와 직결되나 주 진입로가 건설중이며, 동쪽 종점은 산성터널이고 산성터널이 개통되면 북구와 금정구를 가장 빠르게 이어주는 도로가 된다. 전 구간 부산광역시도 제77호선에 속하나 대동화명대교 접속로 하부 구간 500m는 부산광역시도 제4110호선으로 지정되어 있다.

## 주요 경유지
부산광역시
- 북구 화명동

## 노선
| 이름                          | 접속 노선                                                 | 소재지                        | 소재지                        | 비고                              |
| 상부 구간 대동화명대교와 직결 | 상부 구간 대동화명대교와 직결                             | 상부 구간 대동화명대교와 직결 | 상부 구간 대동화명대교와 직결 | 상부 구간 대동화명대교와 직결     |
| ----------------------------- | --------------------------------------------------------- | ----------------------------- | ----------------------------- | --------------------------------- |
| 화명역 교차로 (화명역)        | 부산광역시도 제4108호선 (학사로)                          | 부산광역시                    | 북구                          | 하부 구간 부산광역시도 제4110호선 |
| (이름 없음)                   | 화명신도시로                                              | 부산광역시                    | 북구                          | 하부 구간 부산광역시도 제4110호선 |
| 화명 나들목                   | 부산광역시도 제55호선 (강변대로)                          | 부산광역시                    | 북구                          | 하부 구간 부산광역시도 제4110호선 |
| 와석 교차로 (화명역)          | 국도 제35호선 부산광역시도 제41호선 (금곡대로) 와석장터로 | 부산광역시                    | 북구                          | 하부 구간 부산광역시도 제4110호선 |
| 산성터널                      |                                                           | 부산광역시                    | 북구                          |                                   |
| 산성터널과 직결               |                                                           |                               |                               |                                   |

## 주요 건물 및 시설
- 부산북부고용센터 (부산광역시 북구 화명대로 9)

## 같이 보기
- 산성터널
- 대동화명대교